# Feketearcú réce
A feketearcú réce (Nomonyx dominicus) a madarak osztályának a lúdalakúak (Anseriformes) rendjébe, ezen belül a halcsontfarkú réceformák (Oxyuridae) családjába tartozó faj.

## Előfordulása
Közép- és Dél-Amerikában, a Karib-szigeteken és Floridában található meg. Természetes élőhelye a mocsarak.

## Megjelenése
A kifejlett gácséroknak, a tojóknak télen és a fiatal madaraknak barnásszürke a tollazata.

## Életmódja
Tápláléka magvak, gyökerek, levelek, vízirovarok és garnélák.